# George Hamilton-Gordon, 4. jarl af Aberdeen
George Hamilton-Gordon, 4. jarl af Aberdeen (født 28. januar 1784, død 14. december 1860) var britisk udenrigsminister og premierminister. 
Under Hamilton-Gordons regering blev Storbritannien involveret i Krimkrigen mod Rusland (1853–56).